# Gerolamo Veneroso
Gerolamo Veneroso (ur. 1660 w Genui, zm. 1739 tamże) – polityk genueński.
Przez okres od 18 stycznia 1726 do 18 stycznia 1728 roku Gerolamo Veneroso pełnił urząd doży Genui. 
Dożowie z rodu Veneroso; Gerolamo Veneroso i Gian Giacomo Veneroso (doża od roku 1754) mieszkali w Palazzo Agostino Calvi Saluzzo, (adres: via di Canneto il Lungo, 21)